# Kozár Ferenc
Kozár Ferenc (Budapest, 1943. március 20. - Padova, 2013. június 16.) biológus, rovarkutató, agrármérnök, entomológus, pajzstetű-specialista.

## Elismerései
- Frivaldszky Imre-emlékérem (1993 ezüst; 2007 arany)

## Munkássága
Munkája kezdetben elsősorban a Magyarországi gyümölcsösökben, valamint a természetes élőhelyeken előforduló pajzstetűfajok feltárására irányult. A hazai faunisztikai feltáró munkát különböző súlypontokkal egész pályája során szívesen végezte, és mint egy nemzetközi tanulmányban megfogalmazták „Magyarországot pajzstetvek szempontjából a világ egyik legjobban feltárt régiójává tette”.
Ugyanakkor a faunisztikai kutatásokon túl nagy figyelmet szentelt a pajzstetvek gazdasági jelentőségének is. Számos közleményében foglalkozik az inváziós és behurcolt fajok terjedésével, egyes kártevő pajzstetű fajok populáció-dinamikájával, a parazitizmus jelentőségével, egyes fajok fejlődésmenetével, az illatanyagos és a színcsapdák alkalmazhatóságával. 1986-ban megjelent közleményében az elsőként hívta fel a figyelmet arra, hogy egyes fajok elterjedési területének északra tolódása valószínűleg a globális felmelegedés következménye. Később is intenzíven foglalkozott az éghajlat-változás kérdésével, különösen a különböző téli hőmérsékleti viszonyoknak az egyes pajzstetű fajok mortalitásra gyakorolt hatásával. A téli mortalitás földrajzi grádiensek mentén történő vizsgálatából nőttek ki az autópályák mentén végzett vizsgálatok, amelyek életének utolsó éveiben jelentős kutatási területévé váltak.
Nemzetközi szinten a legnagyobb elismerés Kozár Ferenc taxonómiai munkásságát övezte. Ez különösen a 90-es évek közepétől vált intenzívvé, amikor nagyszerű segítség került mellé a kiválóan rajzoló asszisztens, Konczné Benedicty Zsuzsanna személyében, akit a betanítás évei után igazi alkotótársának tekintett. Három nagyszabású összefoglaló könyve (Catalogue of Palearctic coccoidea (1998, szerk: Kozár F.), Ortheziidae of the world (2004, Kozár F.), Rhizoecinae of the world (2007, Kozár F. és Konczné Benedicty Zs.) megkerülhetetlen alapmű a világ pajzstetű specialistái számára, és elkészült már a negyedik, utolsó nagy összefoglaló munkája is (Palearctic eriococcidae, Kozár F. és M. Bora Kaydan), amelynek megjelenését már nem érte meg.

## Művei
- 1978 Pajzstetvek. Budapest (tsz. Kosztarab Mihály)
- 1988 Scale insects of Central Europe. Budapest (tsz. Kosztarab Mihály)
- 1992 Az állatok populációdinamikája. Budapest (tsz. Jermy Tibor, Samu Ferenc)